# Marigny-Saint-Marcel
Marigny-Saint-Marcel település Franciaországban, Haute-Savoie megyében. Lakosainak száma 701 fő (2022. január 1.). Marigny-Saint-Marcel Alby-sur-Chéran, Bloye, Boussy, Rumilly, Saint-Félix és Saint-Sylvestre községekkel határos.

## Népesség
A település népességének változása:
| Lakosok száma | 678  | 683  | 695  | 685  | 681  | 693  | 696  | 698  | 701  |
|               | 2013 | 2015 | 2016 | 2017 | 2018 | 2019 | 2020 | 2021 | 2022 |